# Гомеш Леал, Антониу
Анто́ниу Дуа́рте Го́меш Леа́л (порт. António Duarte Gomes Leal; 1848—1921) — португальский поэт.

## Биография
Антониу Дуарте Гомеш Леал родился 6 июня 1848 года в столице Португалии городе Лиссабоне.
Гомеш Леал являлся ревностным приверженцем позитивизма и был один из значимых представителей освободительного движения в Португалии. За свое стихотворение «A traição, carta a el rei D. Luiz» (опубликованное в 1881 году) он был приговорён судом к тюремному заключению.
Из многочисленных сочинений писателя наиболее известны: «A canalha» (1873); «Tribute de sangro» (1873); «Claridades do sul» (1875), «Hereje, carta à rainha» (1881); «O Renegado» (1881); «História de Jesus» (188 4); «О Ante-Christo» (1884): «О Processo de Jesus»; «Poesia da sciência»; «Poesia do extraordinário»; «A Órgia»; «Troça à Inglaterra» (1891 год).
Его вдохновенные произведения, по духу отчасти родственные произведениям Герра Жункейру, отличаются, по мнению некоторых литературных критиков, большой силой и революционными настроениями.
Умер 29 января 1921 года в родном городе.
В 1933 году одна из улиц Пенья-де-Франса была названа его именем.